# 1793
Cette page concerne l'année 1793  du calendrier grégorien. Pour l'année 1793 av. J.-C., voir 1793 av. J.-C.
L'année 1793 est une année commune qui commence un mardi.

## Événements
- 9 janvier : fondation de la Société patriotique de La Havane[1].
- 16 janvier, Birmanie : le roi Bodawpaya arrache le Tenasserim à la Thaïlande[2].
- 19 mars : l'île de La Réunion prend son nom actuel[3].

- 8 mai : Charter Act, loi britannique renouvelant la charte de Compagnie anglaise des Indes orientales[4]. La loi interdit aux Indiens employés par la compagnie de toucher un salaire supérieur à 800 roupies[5].

- 20 mai, Afghanistan : mort suspecte du deuxième padishah, Timour Shah Durrani. Son fils Zaman Shâh Durrani lui succède sur le trône. Ses demi-frères aînés lui disputent le pouvoir et la guerre civile divise le pays pendant trente ans[6].

- 25 mai, Assiout : début des explorations de George Browne en Nubie et au Darfour (Soudan actuel) (fin en 1796)[7]

- 29 août : le représentant de la Convention nationale Léger-Félicité Sonthonax proclame l’abolition de l’esclavage dans la colonie Saint-Domingue sous la pression des insurrections dirigées par Toussaint Louverture et dans l'espoir de résister aux menaces du Royaume-Uni et de l'Espagne[8].

- 3 septembre : capitulation de la grande Anse. Les colons de Saint-Domingue s'allient aux Britanniques pour leur livrer la colonie[8].

- 14 septembre : George Macartney, à la tête d'une mission diplomatique du Royaume-Uni en Chine, est reçu par l'empereur Qianlong[9]. La tentative britannique d'établir des relations diplomatiques avec la Chine échoue.

- 25 octobre : le lieutenant John Hayes, de Compagnie anglaise des Indes orientales, revendique la Nouvelle-Guinée au nom de la Grande-Bretagne[10].
- 7 novembre : les missionnaires baptistes William Carey et John Thomas arrivent à Calcutta au Bengale, en Inde[11].

- Épidémie de peste au Maghreb[12].

### Europe
- 21 janvier : exécution de Louis XVI, guillotiné[13].

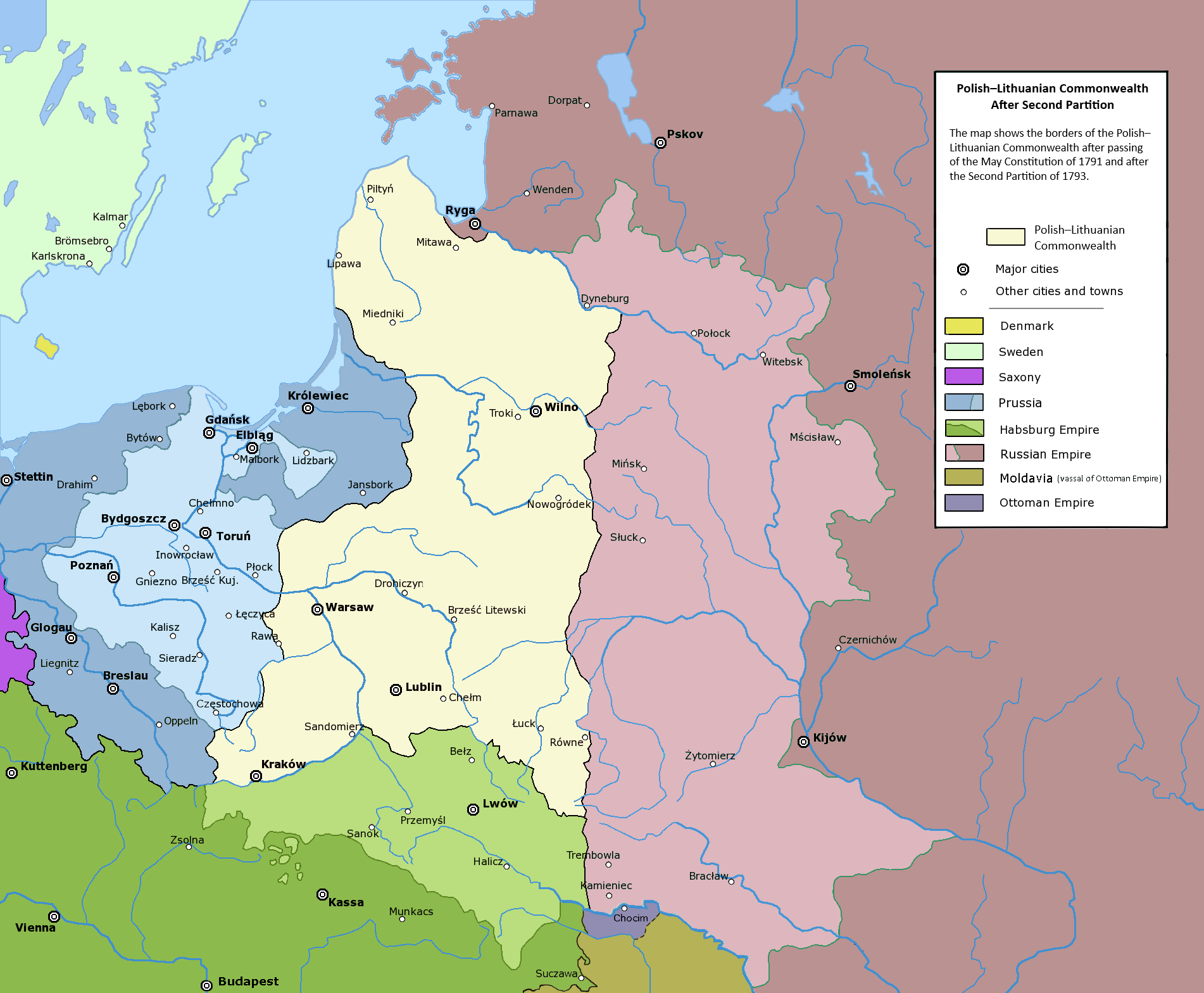
23 janvier : deuxième partition de la Pologne

- 23 janvier : deuxième partage de la Pologne. La convention de partage de la Pologne est signée à Saint-Pétersbourg entre la Russie (Ukraine, Podolie, Volhynie et l’est de la Lituanie, soit 250 000 km2) et la Prusse (Dantzig, Thorn et Grande-Pologne avec Poznań, soit 57 000 km2)[14]. La Pologne perd un territoire de 307 000 km2, peuplé d’environ trois millions d’habitants. Elle n’est plus qu’un État tampon de 212 000 km2 et de quatre millions d’habitants.
- 24 janvier : la Prusse, se déclarant solidaire de la Russie, occupe la Pologne occidentale[15].
- 28 janvier : le comte de Provence, en exil à Hamm, se proclame Régent du royaume de France[16]. La Russie rompt avec la France après l’exécution de Louis XVI. Catherine II de Russie reconnaît le comte de Provence comme régent du royaume de France[17]. Tous les Français séjournant en Russie doivent prêter un serment de non adhésion aux principes de la Révolution.

- 1er février : la France déclare la guerre à la Grande-Bretagne et aux Provinces-Unies[18] ; début de la Première Coalition : Grande-Bretagne, Autriche, Prusse, Russie, Espagne, Piémont-Sardaigne, Deux-Siciles. Dumouriez parvient à imposer son plan d’offensive en Hollande.
- 14 février : Catholic Relief Bill. Les catholiques reçoivent le droit de vote en Irlande. Les milices protestantes d’Ulster font pression pour qu’ils n’obtiennent pas l’éligibilité[19].
- 17 février : les troupes françaises envahissent la Belgique[20].

- 7 mars : la France déclare la guerre à l'Espagne[18] (guerre des Pyrénées).
  - Manuel Godoy, « el choricero », résiste dans les Pyrénées à l’avancée révolutionnaire (1793-1795). Les généraux Caro et Ricardos s’emparent de Port-Vendres, de Collioure et d’Hendaye. Mais malgré la valeur du comte de La Unión, ils ne résisteront pas à l’avance française.
- 11 mars, France : massacres de Machecoul[21] où il y aura entre 150 à 160 personnes tuées. Début des guerres de Vendée.
- 14 mars : traité d’alliance et de subsides entre la Russie et la Grande-Bretagne[22].
- 17 mars : création de la république de Mayence sur la motion de Georg Forster, président du Club des Jacobins mayençais. Le 21 mars, la Convention nationale rhéno-germanique demande l'annexion de la Rhénanie à la France[23].
- 18 mars : défaite française de Dumouriez à la bataille de Neerwinden[20].
- 22 mars : défaite française de Dumouriez à Louvain ; Bruxelles est reprise le 25 mars par les Autrichiens du prince de Cobourg et Dumouriez abandonne la Belgique[24].
- 23 mars : annexion française de Bâle (département du Mont-Terrible)[25].
- 25 mars : la Russie rejoint la Première Coalition[22].

- 1er avril : début du siège de Mayence par les coalisés[26].
- 4 avril : Charles François Dumouriez, le vainqueur de la bataille de Valmy, passe aux coalisés et trahit ainsi la République française[24].
  - En Autriche, Thugut, responsable de la politique étrangère, préfère perdre la famille royale prisonnière au Temple plutôt que de traiter avec la Convention. L’exécution de Louis XVI le 21 janvier permet au comte Colloredo Wallsee, principal ministre, de mener la réaction nobiliaire. François II se déclare ennemi des Lumières et se jette dans les bras de la réaction[27].

- 19 mai : victoire espagnole sur la France à la bataille du Mas Deu[28].
- 23 mai : défaite française à la bataille de Famars[29].
- 31 mai et 2 juin, France : des insurrections populaires mettent à l’écart les Girondins. Début de la Convention montagnarde (fin le 27 juillet 1794)[30]. Début des Insurrections fédéralistes.

- 9 juin : combat d'Arlon[31].
- 17 juin : la Diète polonaise est réunie à Grodno pour ratifier l’accord de partage entre la Russie et la Prusse, ce qui est fait le 17 août et le 23 septembre après une résistance symbolique[15]. La Russie abolit la Constitution polonaise du 3 mai 1791 et rétablit le Conseil permanent, organisme du gouvernement central. La Pologne devient un protectorat de la Russie, dont l’ambassadeur siège au Conseil permanent.

- 10 juillet : prise de Condé par les Autrichiens[31].
- 23 juillet : 
  - capitulation de Mayence[26].
  - lettre du duc de Parme autorisant le retour officiel des jésuites dans ses États[32].
- 28 juillet : prise de Valenciennes par les Autrichiens[31].

- 29 août : Décret d'abolition de l'esclavage en France[8].

- 8 septembre : victoire française à Hondschoote[31].
- 15 septembre : décret de suppression des universités en France[33].
- 22 septembre : bataille de Trouillas[34].
- 28 septembre : bataille de Méribel[35].

- 3 octobre : bataille de Bergzabern[36].
- 5 octobre : raid sur Gênes, bataille navale entre la Royal Navy et la marine révolutionnaire française qui s'est déroulée dans le port de Gênes[37].
- 6 octobre (15 vendémiaire an II) : entrée en vigueur en France du calendrier républicain, le lendemain du décret l’instituant.
- 13 octobre : première bataille de Wissembourg
- 15 - 16 octobre : victoire française à la bataille de Wattignies. Cobourg abandonne le blocus de Maubeuge et se retire sur la Sambre[38]
- 16 octobre : exécution de Marie-Antoinette[31].
- 17 octobre : Défaite écrasante des armées Vendéennes par les Républicains à Cholet.

- 6 novembre : exécution de Louis-Philippe d'Orléans dit Philippe Égalité par guillotine.
- 18 - 30 novembre : victoire prussienne à la bataille de Kaiserslautern[39].
- 19 novembre : Convention des jacobins écossais à Édimbourg[40]. Soulèvements en Écosse (1793-1794) brutalement réprimés. Répression accrue des mouvements radicaux en Grande-Bretagne.

- 24 novembre (4 frimaire an II) : l'« ère vulgaire » est abolie par décret pour les usages civils. Et ce décret définit le 22 septembre 1792 comme étant le premier jour de l'« ère des Français »[41].

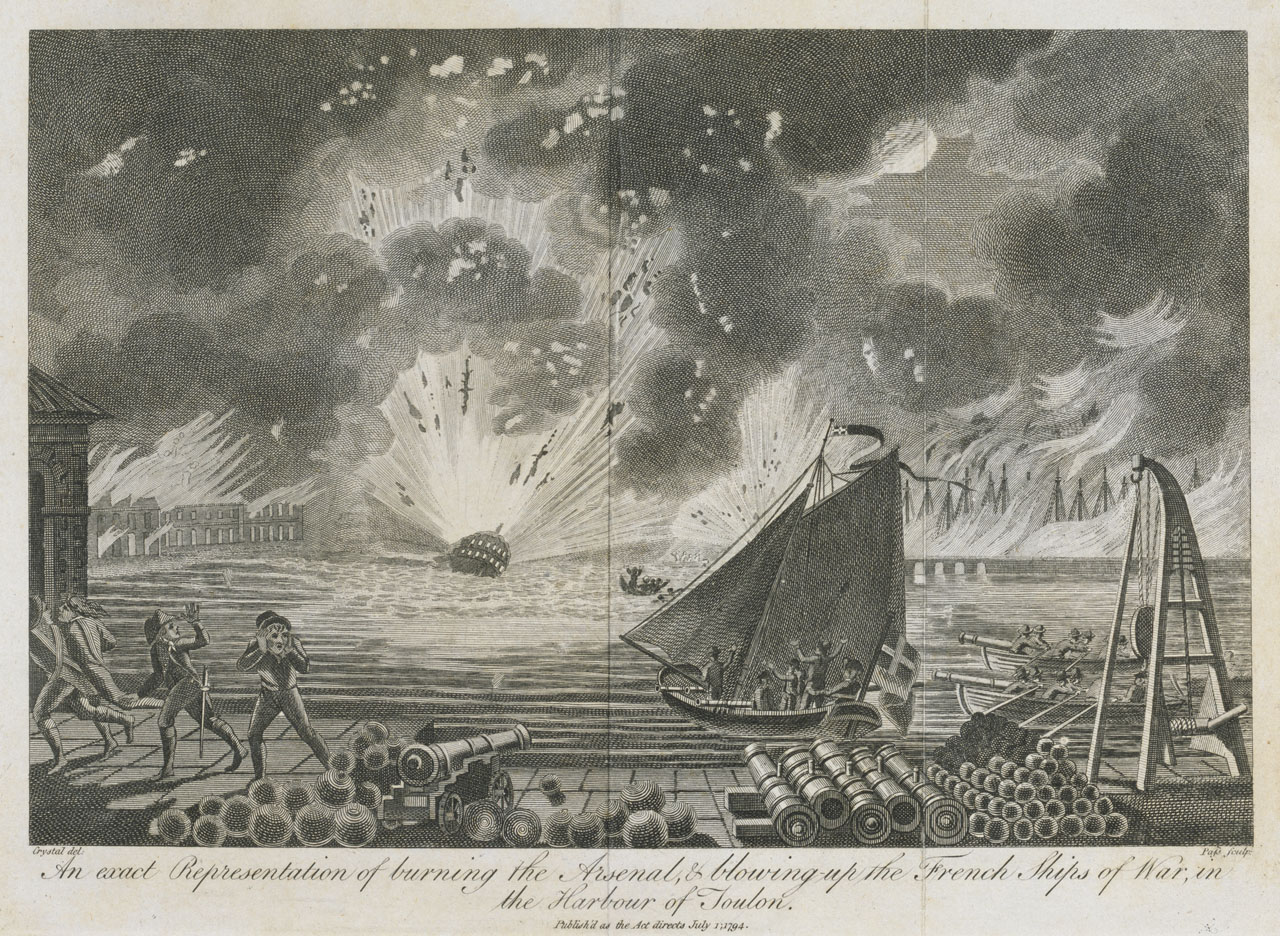
18 décembre : fin du siège de Toulon. Incendie d'une partie des vaisseaux français lors de l'évacuation du port par les Anglais.

- 19 décembre : Dugommier et Bonaparte reprennent Toulon[42].
- 21 décembre, Francois-Joseph Westermann annonce à la Convention la destruction de la Vendée. Il dira ceci : "Citoyens républicains, il n’y a plus de Vendée ! Elle est morte sous notre sabre libre, avec ses femmes et ses enfants."[43]
- 27 décembre : seconde bataille de Wissembourg[31].

- Institution en Russie d’un service militaire limité à 25 ans (auparavant le service durait toute la vie du soldat)[44].

## Naissances
- 3 janvier : Lucretia C. Mott, militante féministe américaine († 11 novembre 1880).
- 8 janvier : Henri Martin,  dompteur de fauves et fondateur du Zoo de Rotterdam († 8 avril 1882).
- 17 janvier : Antonio José Martínez, prêtre, éducateur, éditeur, rancher, fermier et homme politique mexicain († 27 juillet 1867).
- 26 janvier : Johann Friedrich Joseph Sommer, journaliste, éditeur, juriste et homme politique allemand († 13 novembre 1856).

- 2 février : William Hopkins, géologue et mathématicien britannique († 13 octobre 1866).
- 10 février : François Alexandre Pernot, peintre et dessinateur français († 3 novembre 1865).
- 13 février : Philipp Veit, peintre allemand († 18 décembre 1877).

- 1er mars : Mariano Egaña, juriste, philosophe et homme politique chilien († 24 juin 1846).
- 3 mars : William Charles Macready, acteur de théâtre anglais († 27 avril 1873).
- 28 mars : Vassili Davydov, décembriste russe († 25 octobre 1855).
- 30 mars : Juan Manuel de Rosas, homme politique et militaire espagnol puis argentin († 14 mars 1877).

- 1er avril : Édouard Corbière, marin, écrivain, journaliste et armateur français  († 27 septembre 1875).
- 5 avril : Félix De Mûelenaere, homme politique belge († 5 août 1862).
- 8 avril : Karl Ludwig Hencke, astronome amateur allemand († 21 septembre 1866).
- 12 avril :
  - Martin Johann Jenisch (fils), marchand et homme politique allemand († 7 mars 1857).
  - Marie Tourte-Cherbuliez, écrivaine suisse († 19 août 1863).
- 19 avril : Ferdinand Ier, empereur d'Autriche († 29 juin 1875).
- 20 avril : Joséphine Sainte-Claire, danseuse de ballet française († après 1823).
- 26 avril : Nicolas Changarnier, général et homme politique français († 14 janvier 1877).
- 4 mai : Luigi Vercillo (it), homme politique italien († 25 mai 1872).

- 14 juillet : George Green, physicien britannique († 31 mai 1841).
- 29 juillet : Pierre-Joseph Meeûs, industriel et homme politique belge († 9 mai 1873).

- 12 août : Auguste Andrade, chanteur et compositeur français († 11 janvier 1843).
- 25 août : Lajos Aulich, homme politique hongrois († 6 octobre 1849).

- 22 octobre : Nikolaï Ivanovitch Lobatchevski, mathématicien russe († 24 février 1856).
- 28 octobre : Eliphalet Remington, inventeur et manufacturier d'armes à feu († 12 août 1861).

- 8 novembre : Antoine Chazal, peintre et graveur français († 12 août 1854).
- 15 novembre : Michel Chasles, mathématicien français († 18 décembre 1880).
- 16 novembre : Francis Danby, peintre irlandais († 9 février 1861).
- 20 novembre : Louis Lagueux, avocat et homme politique canadien († 15 juin 1832).

- 22 décembre : Pedro de Araújo Lima, homme politique brésilien († 7 juin 1870).
- 25 décembre : Ludwig Thienemann, médecin et naturaliste allemand († 24 juin 1858)
- 26 décembre : Franz Hünten,  pianiste et compositeur allemand († 22 février 1878).

- Date précise inconnue :
  - Anárgyros Petrákis, homme politique grec († 1876).
  - Michele Ridolfi, peintre italien († 1854).

- 1792 ou 1793 :
- Matteo Carcassi, guitariste, compositeur et pédagogue italien († 16 janvier 1853).

## Décès
- 1er janvier : Francesco Guardi, peintre italien (° 5 octobre 1712).
- 20 janvier : Louis-Michel Lepeletier de Saint-Fargeau, assassiné (° 29 mai 1760).
- 21 janvier : Louis XVI, roi de France, guillotiné sur ordre du tribunal révolutionnaire (° 23 août 1754).
- 30 janvier : Armand Tuffin de La Rouërie, gentilhomme breton, héros de la guerre d'indépendance des États-Unis et l’organisateur de l'Association bretonne (° 13 avril 1751).

- 2 février : William Aiton, botaniste britannique (° 1731).
- 6 février : Carlo Goldoni, auteur de près de 250 comédies, à Paris (° 25 février 1707).

- 1er mars : Ramón Bayeu, peintre espagnol (° 2 décembre 1744).
- 17 mars : Nicola Conforto, compositeur italien (° 25 septembre 1718).

- 17 avril : Nicolas-Jean-Baptiste Raguenet, peintre français (° 23 juillet 1715).
- 29 avril : John Webber, peintre anglais (° 6 octobre 1751).

- 15 mai : Pierre Adolphe Hall, miniaturiste suédo/français (° 23 février 1739).
- 18 mai : Timour Shâh Durrani, deuxième padishah d'Afghanistan de la dynastie des Durrani, roi du Pendjab, roi de Sind, émir de Khorassan (° 1748).
- 20 mai : Charles Bonnet, biologiste et philosophe suisse (° 13 mars 1720).

- 25 juin : Nicolas Jadelot, médecin français, professeur d'anatomie et de physiologie à l'Université de Nancy (°  5 octobre 1738).
- 26 juin : Gilbert White, naturaliste et ornithologue britannique (° 18 juillet 1720).

- 13 juillet : Jean-Paul Marat, médecin, physicien, journaliste et homme politique français (° 24 mai 1743).
- 17 juillet : Charlotte Corday, personnalité de la Révolution française (° 27 juillet 1768).
- 24 juillet : William Moore, homme d'État américain (° vers 1735).

- 28 août : Adam Philippe Custine, général français guillotiné sur ordre du tribunal révolutionnaire (° 4 février 1742).

- 26 septembre : Pierre Bulliard, botaniste français guillotiné sur ordre du tribunal révolutionnaire (° 24 novembre 1752).

- 5 octobre : José del Castillo, peintre et graveur espagnol (° 14 octobre 1737).
- 16 octobre : Marie-Antoinette, reine de France guillotinée sur ordre du tribunal révolutionnaire (° 2 novembre 1755).
- 25 octobre : François-Armand de Saige, maire de Bordeaux, guillotiné sur ordre du tribunal révolutionnaire (° 20 février 1734).
- 29 octobre : Antoine Barnave, homme politique français, guillotiné sur ordre du tribunal révolutionnaire (° 22 octobre 1761).
- 31 octobre : Jacques Pierre Brissot, personnalité politique de la Révolution, guillotiné sur ordre du tribunal révolutionnaire (° 15 janvier 1754).

- 3 novembre : Olympe de Gouges, théoricienne du féminisme, guillotinée pour avoir pris la défense de Louis XVI (° 7 mai 1748).
- 8 novembre : Madame Roland, inspiratrice des Girondins, guillotinée. Elle a rédigé ses Mémoires en prison (° 17 mars 1754).
- 12 novembre : Jean Sylvain Bailly guillotiné sur ordre du tribunal révolutionnaire, astronome, homme politique et académicien français (fauteuil 31) (° 15 septembre 1736).
- 14 novembre : Remi-Fursy Descarsin, peintre français (° 4 juillet 1747).
- 20 novembre : Teodor Ilić Češljar, peintre serbe (° (1746).
- 23 novembre : Claude Antoine Capon de Château-Thierry, général de la Révolution française guillotiné (° 13 juillet 1722).

- 8 décembre :
  - Étienne Clavière, financier genevois, personnalité politique de la Révolution, condamné par le tribunal révolutionnaire il se suicide à la prison de la Conciergerie (° 27 janvier 1735).
  - Madame du Barry, ancienne favorite de Louis XV, guillotinée sur ordre du tribunal révolutionnaire (° 19 août 1743).
  - Jean-Baptiste Noël (avocat, Grand-Chancelier de Chapitre, député à la Convention), guillotiné à la suite de la précédente Madame du Barry (° 24 juin 1727).
- 13 décembre : Michel-Bruno Bellengé, peintre français (° 13 décembre 1726).

- Après 1793 :
- Nazario Nazari : peintre italien (° 1724).